# 9101 Rossiglione
9101 Rossiglione è un asteroide della fascia principale. Scoperto nel 1996, presenta un'orbita caratterizzata da un semiasse maggiore pari a 2,2650748 au e da un'eccentricità di 0,0488895, inclinata di 1,86584° rispetto all'eclittica.
L'astroide è dedicato all'omonimo comune in provincia di Genova.